# Utz Steigleder
Utz Steigleder   ( - Stuttgart, 1581 (Gregorià)) fou un organista i compositor alemany.

## Biografia
Va entrar al servei del duc Ulrich de Würtemberg a Stuttgart el 1534. Va ocupar els càrrecs d'organista de la cort i organista de l'abadia on tingué per ajudant a Simon Lohet. La seva única obra coneguda és el Veni Sancte Spiritus, format en sis parts.
Va ser el pare d'Adam Steigleder.

## Obres
- Veni Sancte Spiritus, ed. Die Motette, n°457, Stuttgart, 1963

## Diccionari i enciclopèdia
- Theodore Baker (1851-1934), Alain Paris et Marie-Stella Pâris, Dictionnaire biographique des musiciens, R. Laffont, 1995 (ISBN 978-2-221-90103-8 i ISBN 2-221-06510-7 OCLC 896013421